# Jean-Luc Parant
Jean-Luc Parant, né le 10 avril 1944 à Mégrine (protectorat français de Tunisie) et mort le 25 juillet 2022 à Caen, est un sculpteur, dessinateur et écrivain français.

## Biographie
Jean-Luc Parant suit, entre 1961 et 1966, la formation de l'École Boulle en sculpture sur bois.
Créateur de la Maison de l'art vivant, il est l'auteur d'une centaine de livres. Il travaille sur tout ce qui touche aux sphérités : il écrit sur les yeux et sculpte des boules.
Il expose ses œuvres, entre autres, à la fondation Maeght, au Centre Georges-Pompidou, au musée d'Art moderne de la ville de Paris.
Présent dans les collections du département des estampes et de la photographie de la Bibliothèque nationale de France, il a proposé ses œuvres en souscription pour les Nouvelles de l'estampe.
Il est le président d'honneur du Marché de la poésie en 2018.

### Vie privée
Il est marié à la plasticienne Titi Parant.

## Littérature

### Livres
- Les Boules intouchables (Encres vives, 1973, 60 ex.)
- La Boule invisible (Encres vives, 1975, 60 ex.)
- Les Yeux CCLXXXVI (Atelier de l'Agneau, 1975, 500 ex.)
- 351 560 petites boules les yeux ouverts et les yeux fermés (Th. obliques, 1975, 1 500 ex.)
- L'Yeux dit autour de JL Parant avec Titi (1975)
- Les Yeux CIIICXXV (Fata morgana, 1976, 600 ex.)
- Les Yeux CCCXCVIII (suppl. à la revue Impasses  n° 4, 1976, 25 ex.)
- Histoire de compte, avec T. Babou (coll. « Génération », 1976, 250 ex.)
- Les Yeux MMDVI (Bourgois, 1976)
- La Joie des yeux (Bourgois, 1977)
- Les xueyetêterret (Grames, 1977, 550 ex.)
- Des yeux du sexe au sexe des yeux avec J.P Héraud (1977)
- Comment toucher mes boules (Les petits classiques du grand pirate, 1978, 30 ex.)
- Les Yeux DXVIII (Ed Vrac's n° 9, 1978, 500 ex.)
- Les Yeux de la violence (Céeditions, suppl. à la revue Cée n° 6, 1978, 157 ex.)
- Les Yeux du rêve (Bourgois, 1978)
- Les yeux CXIV (Francois Norguet, éd. Pages sans titre, 1978, 315 ex.)
- La Fenêtre dans les yeux avec J-P Héraud (1977)
- Pense-bêtes (Marie Morel, « les petites éditions », 1979, 200 ex.)
- Lire les yeux (Les cahiers du brisants, 1979, 225 ex.)
- Corolles (Didider Giroud-Piffoz (1979)
- La Couleur des yeux (Aencrage & C, 1980, 100 ex.)
- Jeux de boules avec M. Butor et A. Villiers (1980)
- L'Opéra des yeux (musique de M. Goldmann, France Musique, France Culture, 1980)
- Le Mot boules (Fata morgana, 1980, 500 ex.)
- Le Mot yeux (Fata morgana, 1980, 500 ex.)
- Les Trous du corps (Parisod, 1980)
- La Couleur des mains (Aencrage & C, 1981, 100 ex.)
- Le Hasard des yeux ou la main de la providence (L'Originel, 1983)
- Comme une petite terre aveugle (Lettres vives, 1983)
- Ce qui ne s'arrête pas (Lettres vives, 1983)
- Le chant des yeux (Tribu, 1984)
- Les xuey (Ecbolade, 1984, 40 ex.)
- Le Voyage des yeux (Carte Blanche, 1984, 700 ex. - illustrations de Gérard Fromanger)
- Toi, tu marcheras devant, avec Claude Margat (Collection Apsara, 1984, 700 ex.)
- La Femme, l'homme et les animaux (Aencrage, Artothèque de  Limoges, 1987, 100 ex.)
- Au temps des boules (Voix, 1987)
- Entre la fente de la bouche et le sexe (Indifférences, 1988)
- L'Adieu aux animaux (Bourgois, 1988)
- Le Génie des yeux (Les écrites des forges, Québec, 1988)
- La Face et le Profil (Lettres vives, 1988)
- La Main gauche et la Main droite (Gris banal, 1988)
- Oiseau (Les editeurs evidant, 1990)
- Nuit (Les editeurs evidant, 1990, 2 volumes de 82 p.)
- Les Yeux goinfres (Voix, 1990)
- De couple en boule (Fata morgana, 1990)
- Le Vertige (Creaphis, 1990)
- Le voyage immobile (Creaphis, 1990, 75 ex.)
- Atlas d'horloge (Voix, 1990)
- Le Bouleversement (La Différence, 1990)
- Les Animaux, les enfants, les femmes et les hommes (La Différence, 1991)
- Les Machines à voir LXXXII DCCLVIII (La Différence, 1993)
- Dix chants pour tourner en rond (La Différence, 1994)
- Titi mon amour (L'équipement de la pensée, 1996)
- Éboulements (Musée d'Art contemporain de Lyon, 1996)
- La Taille du monde (Cahiers de nuit, 1997)
- De l'apparition à la disparition (Aiou, 1997)
- Les Frontières de l'insaisissable (Spectres familiers, 1998)
- Et je fais des boules (coll. « L'art en écrit », éditions Jannink, Paris, 1998)  (ISBN 2-902462-47-6)
- Les yeux encore (1999, La conscience du vilebrequin)
- Autoportrait (La Différence, 1999)
- Les animaux, le retour. (Fata Morgana, 2001)
- à la trace des yeux (voix éditions)
- L'Œil né (Fata Morgana, 2001) (Jean-Luc et Titi)
- Les Yeux (éditions José Corti, 2002)
- Le Moindre Pas de nos yeux ou Lumière sur Alberto Giacometti (édition Complicité, 2002)
- Rimbaud ailé (éditions du musée bibliothèque Arthur Rimbaud, 2002)
- Les Yeux ouverts (éditions Rencontres, 2002) (Jean-Luc et Titi)
- Les Yeux de Clara (édition de l'œil, 2002)
- Comme si le cillement des yeux (coll. « Ikko », éditions le corridor bleu, 2003)
- Les Yeux deux (éditions José Corti, 2003)
- Les Yeux trois (éditions José Corti, 2003)
- Toi qui as ouvert les yeux, Dernier Télégramme (16 p.)
- La Découverte du vide (texte et dessins, Dernier Télégramme)
- Des yeux de Dieu, Montpellier, France, Éditions Fata Morgana, 2010, 35 p. (ISBN 978-2-8519-4784-0)
- Soleil absent, avec un dessin de Robert Combas en postface, Dijon, Les Presses du réel, 2020  (ISBN 978-2-37896-126-8)
- Soleil des autres, Dijon, Les Presses du réel, 2021  (ISBN 978-2-37896-252-4)
- Soleil la nuit, Dijon, Les Presses du réel, 2022  (ISBN 978-2-37896-331-6)

### Enregistrements
- Partir (CD Aloo Matta, 1997, distribution Metamkine), musique de marie-sol parant
- Éboulements (CD Musée d'art contemporain de Lyon, 1996), musique de marie-sol parant
- Nuit d'oiseau, oiseau de nuit (K7 Artalect, 1990), musique de marie-sol parant
- Comme une petite terre aveugle (K7 Artalect, 1983)
- Écrire les yeux dans l'espace (K7 Ed L'Atta / K. Pissaro, 1978)
- Lectures et orgues du BDB, avec Titi (K7 Ed Obliques, 1978)
- Les Yeux du sexe et le sexe des yeux, avec Titi (K7 Ed Froidefond, 1978)

## Arts plastiques

### Œuvres
- Jeu de famille 2, 1981, deux parties, cire et ficelle (35 cm de diamètre) sur panneau, 63 x 54 x 15 cm, musée d'art de Toulon
- Boules, 1986, terre cuite et terre séchée, diamètres variables, musée d'art de Toulon
- Les boules se projettent où les oiseaux s'envolent, 1999-2000, terre-cuite et matériaux divers, Fontenay-le-Comte[5]

### Principales expositions
- Hôtel Colbert de Torcy, Paris 1963
- Centre culturel de la ville de Toulouse, Toulouse 1974
- Théâtre Obliques, Paris 1975
- Fondation Maeght, Saint-Paul de Vence 1976
- Galerie Katia Pissaro, Paris 1978
- Galerie La Hune, Paris 1980
- Local International, centre d’art contemporain, Montinac Vialot, 1981
- Centre Georges Pompidou, Paris 1982
- « Titi et Jean-Luc Parant », musée des beaux-arts André Malraux, organisé par la maison de la Culture du Havre ; catalogue avec textes de Jean-Luc Parant et Patrice Fardeau, 1982
- Musée des Augustins, Toulouse 1983
- Galerie L’Hermitte, Coutance 1984
- Musée d’Art Moderne de la Ville de Paris 1985
- Musée d’art Moderne de Villeneuve d’Ascq 1986
- Musée de Toulon 1987
- Galerie Pascal de Sarthe, San Francisco 1987
- Galerie Georges Dezeuze, école des Beaux-Arts, Montpellier 1988
- Librairie-Galerie du Jour Agnès B., Paris 1989
- La Chartreuse, Villeneuve-Lez-Avignon 1990
- Centre Georges Pompidou, Paris 1991
- Centre de création contemporaine, Tours 1991
- Galerie Montaigne, Paris 1991
- Biennale de Lyon 1992
- Galerie Bernard Cats, Bruxelles 1992
- Galerie de l’école d’art de Marseille 1993
- Galerie Thomas Babeor et Co., San Diego 1994
- Centre d’art, Manosque 1996
- Musée des arts d’Afrique et d’Océanie, Paris 1997
- Librairie Mouvement, Paris 1999
- « Les yeux, les boules, les boules, les yeux », Digne, Musée promenade Saint-Benoît, Réserve géologique de Haute-Provence, septembre-décembre 1999 ; publication : Paris, Réunion des musées nationaux, 1999
- Galerie de France, Paris 2000
- Palais des Papes La Beauté in Fabula, Avignon 2000